# دانييل كارول
دانييل كارول (بالإنجليزية: Daniel Carroll)‏ هو لاعب اتحاد الرغبي أسترالي وأمريكي، ولد في 17 نوفمبر 1892 في ملبورن في أستراليا، وتوفي في 5 أغسطس 1956 في نيو أورلينز في الولايات المتحدة.

## وصلات خارجية
- دانييل كارول عل موقع إسبنسكروم (الإنجليزية)
- دانييل كارول على موقع أوليمبيديا (الإنجليزية)
- دانييل كارول على موقع اللجنة الأولمبية الأسترالية (الإنجليزية)